# Cynoglossus sinusarabici
Cynoglossus sinusarabici är en fiskart som först beskrevs av Chabanaud, 1931.  Cynoglossus sinusarabici ingår i släktet Cynoglossus och familjen Cynoglossidae. Inga underarter finns listade i Catalogue of Life.